# Gli impetuosi
Gli impetuosi (The Lively Set) è un film statunitense del 1964 diretto da Jack Arnold.

## Trama
Casey e Chuck si incontrano per caso in un parcheggio: con Chuck c'è anche Eadie, sua sorella. Entrambi appassionati di motori, i due giovani si sfidano in una gara amichevole al volante delle loro vetture sportive elaborate. Alla fine rimediano un motore rotto e due multe, ma è l'inizio della loro amicizia. Non solo, Eadie è subito molto attratta da Casey, che sta costruendo nella sua officina una innovativa vettura da corsa con motore a turbina. Casey e Chuck cominciano a discutere su pregi e difetti dell'auto. Il progetto è molto ardito e un ricco playboy, Stanford, si offre per finanziare l'impresa.